# Willi Sitte

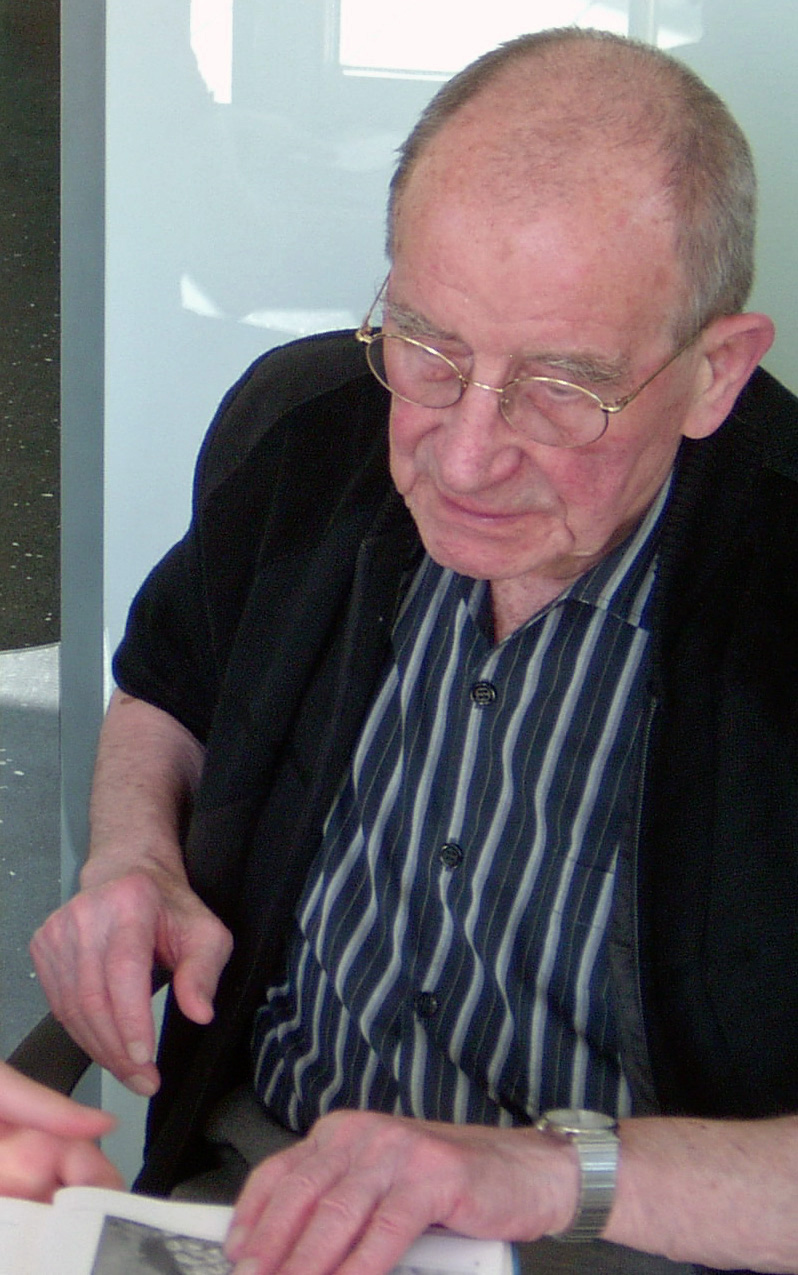
Willi Sitte, 2007

Willi Sitte (* 28. Februar 1921 in Kratzau, Tschechoslowakei; † 8. Juni 2013 in Halle (Saale)) war ein deutscher Maler und Grafiker. Er war lange Zeit Präsident des Verbandes Bildender Künstler (VBK) der DDR.

## Leben
Willi Sitte wuchs als drittjüngstes Kind eines sudetendeutschen Bauern, eines Gründungsmitglieds der Tschechoslowakischen Kommunistischen Partei (KPTsch), und einer tschechischen Mutter mit vier Brüdern und zwei Schwestern auf. Sein Bruder Rudolf Sitte war ebenfalls ein in der DDR tätiger Künstler im Bereich der baubezogenen Kunst.

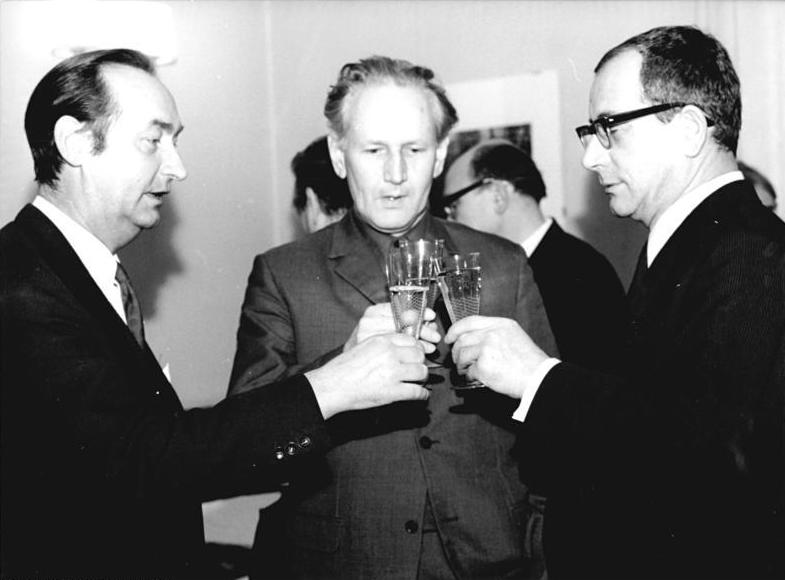
Ein Toast nach der Auszeichnung Willi Sittes (rechts) mit dem Käthe-Kollwitz-Preis im Jahr 1968, links Werner Klemke, in der Mitte Kurt Schwaen

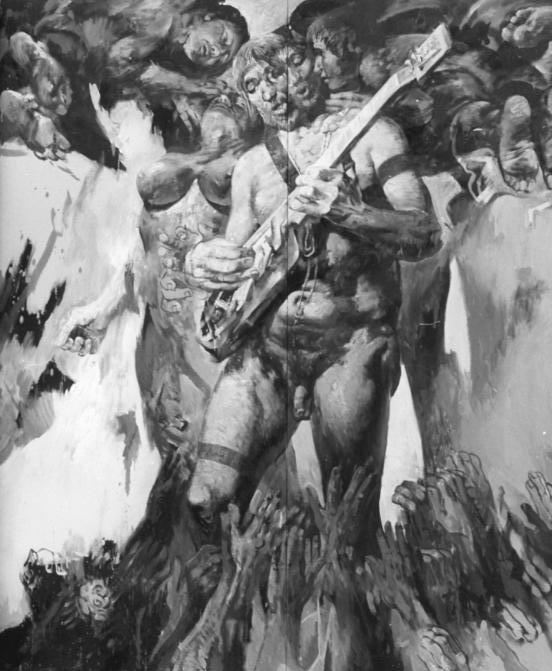
Tafelbild „Rock-Sänger“ (Reproduktion) von Willi Sitte im Neuen Gewandhaus in Leipzig, 1981

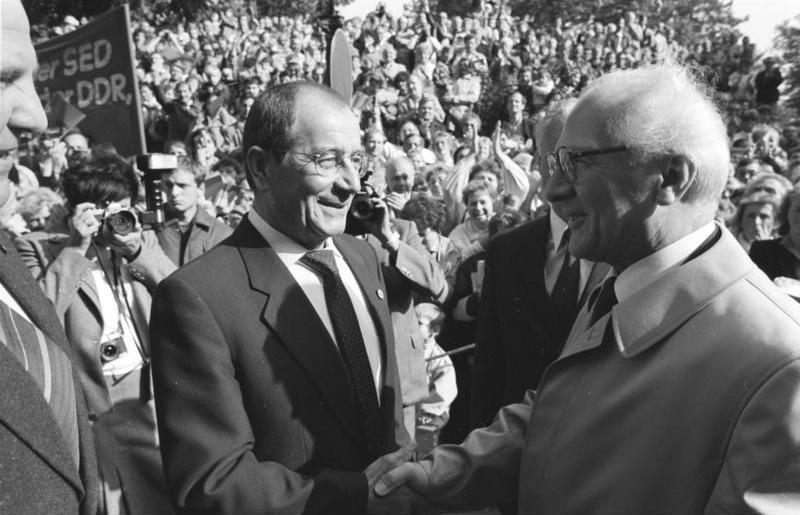
Willi Sitte mit Erich Honecker bei der Eröffnung der X. Kunstausstellung der DDR 1987

Sittes Zeichentalent wurde früh durch einen Zeichenlehrer gefördert. Nach der Schule studierte er ab 1936 an der Kunstschule des  Nordböhmischen Gewerbemuseums in Reichenberg Textilmusterzeichner und wurde 1940 an die Hermann-Göring-Meisterschule für Malerei in Kronenburg in der Eifel empfohlen. Seine Kritik an den dortigen Aufgaben führte 1941 zur Einberufung in die Wehrmacht an die Ostfront. Dort erkrankte er an Gelbsucht und wurde nach einem Heimaturlaub nach Italien versetzt, wo er 1944 desertierte und sich italienischen Partisanen anschloss. Dort entstand sein siebenteiliger Totentanz-Zyklus Danza funebre del terzo Reich. Nach einem Beitrag von Ingeborg Ruthe war er „nur zwei Wochen lang“ am Partisanenkampf bei den Garibaldi-Truppen beteiligt. Dies wird ebenso in Recherchen der aktuellesten ARD-Dokumentation Bella Ciao! - Vom deutschen Soldaten zum Partisan gestützt, in Anspielung bestimmter etwaiger Vorgaben seitens des VVN.
Nach künstlerischen Arbeiten in Mailand, Vicenza und Venedig kehrte Sitte 1946 nach Kratzau zurück, musste seine Heimat aber wegen der Vertreibung der Deutschen aus der Tschechoslowakei verlassen und lebte danach in Halle (Saale), wo er 1947 in die SED eintrat. 1951 erhielt Sitte einen Lehrauftrag an der Kunsthochschule Burg Giebichenstein. 1959 wurde er dort zum Professor berufen und leitete zunächst die Klasse für Textilgestaltung. Er war damals ein Vertreter der aufmüpfigen, eigenwilligen Kunstszene in Halle, die Unabhängigkeit von Kulturfunktionären einklagte, was zu Konflikten mit seiner Partei und in seiner Lehrtätigkeit führte.
Zu seinen Freunden gehörten damals Christa Wolf, Wolf Biermann, Eva-Maria Hagen, Sarah Kirsch, Rainer Kirsch und andere. Ab 1964 stieg Willi Sitte aktiv in die Politik ein, was zum Verlust einiger freundschaftlicher Kontakte führte.
Als Vertreter des sozialistischen Realismus wuchs seit dem Ende der 1960er Jahre seine offizielle Anerkennung. 1969 wurde er zum Ordentlichen Mitglied der Deutschen Akademie der Künste gewählt, was er bis 1991 war. Er war von 1974 bis 1988 Präsident des Verbandes Bildender Künstler der DDR (VBK-DDR) und seit 1976 Abgeordneter der Volkskammer.
Von 1986 bis 1989 war er Mitglied des Zentralkomitees der SED (ZK der SED). Er wurde von 1965 bis 1975 als „Geheimer Informator“ der Staatssicherheit (Stasi) geführt, galt aber als „politisch unzuverlässig“, es hieß, er habe seine Bereitschaftserklärung „nicht ernst genommen“ … „Nach Meinung seiner Kritiker gehörte Sitte zu den DDR-Verantwortlichen, die Karrieren je nach politischer Linie förderten oder zerstörten“.
Seit 1985 war Willi Sitte Mitglied des Weltfriedensrates und seit 2001 Korrespondierendes Mitglied der European Academy of Sciences, Arts and Humanities in Paris.
Seine Produktivität als Maler und Hochschullehrer wurde dadurch nicht verringert. Sein Werk ist von figürlichen Darstellungen bestimmt, oft in geradezu barock anmutenden Formen. Die expressiven Körperdarstellungen als Ausdrucksträger gesellschaftlicher Aussagen und politischer Ideen provozierten oft das Kunstpublikum. Als Hochschullehrer engagierte er sich in der Ausbildung des künstlerischen Nachwuchses, darunter von 1975 bis 1987 als Direktor der Sektion Bildende und Angewandte Kunst der Hochschule für Industrielle Formgestaltung in Halle.
Willi Sitte lebte und arbeitete in Halle und in Großjena im Verbandshaus (heute: Akademie Haus Sonneck). Neben Werner Tübke, Bernhard Heisig, Heinz Zander und Wolfgang Mattheuer gilt er als bedeutendster Maler der DDR. Wegen seines Bekenntnisses zum Kommunismus und seiner Parteikarriere in der SED lösten seine Werke und Ausstellungen nach der Wiedervereinigung bisweilen öffentliche Diskussionen aus. So wurde im Sommer 2001 eine geplante Jubiläumsausstellung des Künstlers zu seinem 80. Geburtstag im Germanischen Nationalmuseum in Nürnberg vom Verwaltungsrat kurzfristig verschoben, weil man Sittes Rolle als DDR-Kulturfunktionär erst noch genauer untersuchen wollte. Sitte sagte daraufhin die bereits vorbereitete Ausstellung ab. Stattdessen stellte er in Mailand aus. Bis heute fließen in Kritiken zu Sittes Werken oft nicht nur künstlerische Aspekte, sondern auch politische Beurteilungen ein. Andererseits sind seine Werke bis heute bei Kunstsammlern und Galerien im Westen Deutschlands und in Westeuropa begehrt.
Anlässlich seines 85. Geburtstages wurde in Merseburg am 28. Februar 2006 die Willi-Sitte-Galerie eröffnet. Dies geschah im Beisein des früheren Bundeskanzlers Gerhard Schröder und des damaligen Ministerpräsidenten Sachsen-Anhalts, Wolfgang Böhmer. Die Stiftung ist in einer historischen Domkurie untergebracht.
Sitte wurde auf dem Gertraudenfriedhof in Halle beerdigt. Die Trauerrede hielt der Theologe und Gewerkschafter Jürgen Weißbach (* 1938).

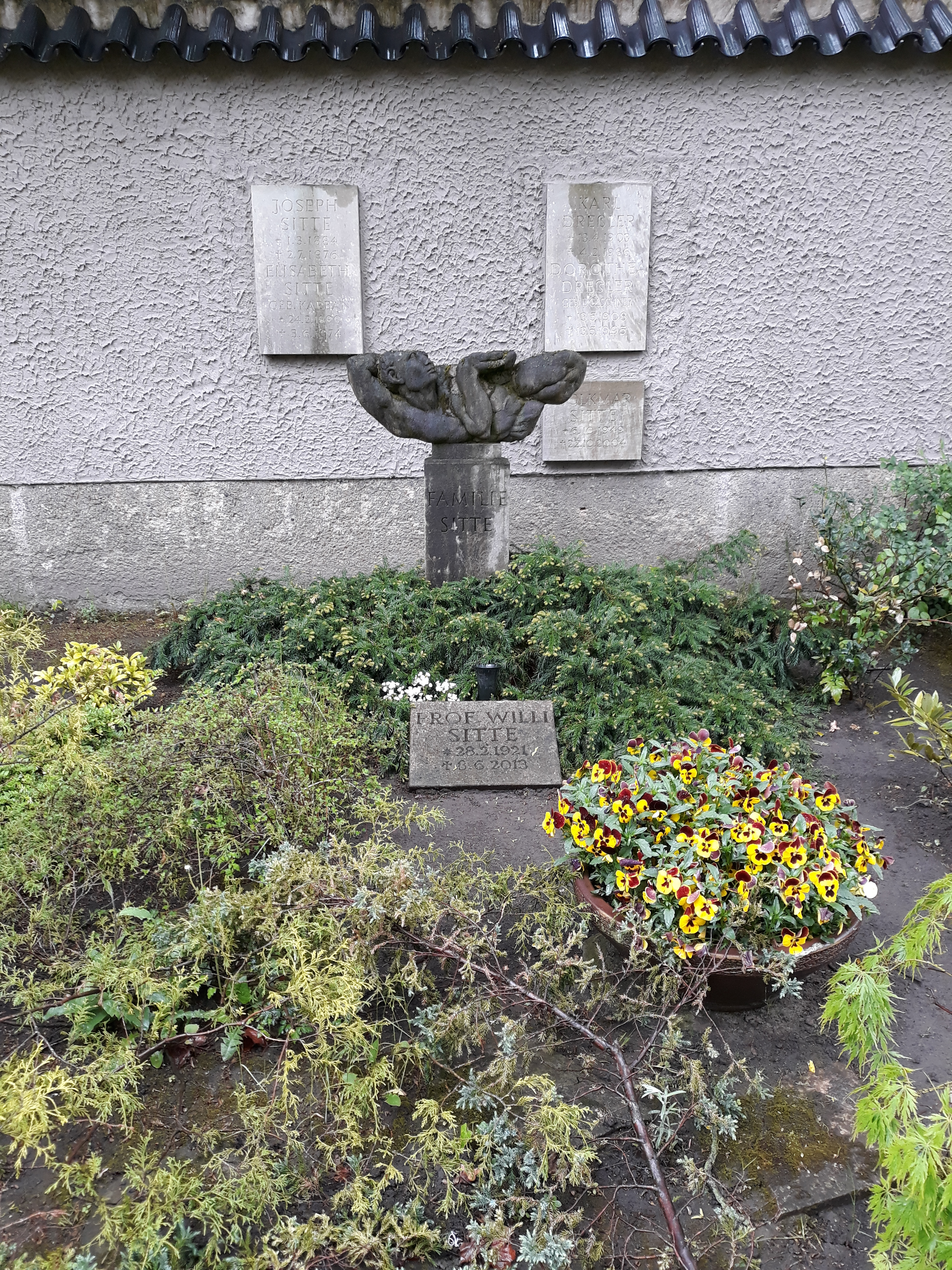
Grab Willi Sitte, Halle (Saale)

## Familiäre Situation
Sitte heiratete 1947 in erster Ehe Irmgard Kindler. Dieser Ehe entstammte 1949 Sohn Volkmar, der später als Anwalt tätig war. Die Ehe wurde 1963 geschieden. Sitte heiratete dann in zweiter Ehe die Graphikerin Ingrid Dreßler. Dieser Ehe entstammt die 1966 geborene Tochter Sarah, verheiratete Rohrberg, welche als Museologin tätig ist.

## Ehrungen und Preise
- 1953: Kunstpreis der Stadt Halle für das Gemälde Karl Marx liest vor
- 1954: Kunstpreis der Stadt Halle, für das Gemälde Aus den Tagen bei Leipzig
- 1964: Kunstpreis der DDR
- 1968: Käthe-Kollwitz-Preis der Akademie der Künste
- 1974: Karl-Marx-Orden
- 1974: Wahl zum Präsidenten des Verbandes Bildender Künstler der DDR
- 1977: Beteiligung an der Documenta 6
- 1979: Nationalpreis der DDR erster Klasse für Kunst und Literatur
- 1983: Ernennung zum Mitglied im Künstlerhaus Wien, Gesellschaft bildender Künstlerinnen und Künstler Österreichs
- 1985: Wahl zum Mitglied des Weltfriedensrates
- 1988: Wahl zum Ehrenpräsidenten des Verbandes Bildender Künstler der DDR
- 2001: Wahl zum korrespondierenden Mitglied der European Academy of Sciences, Art and Humanities in Paris
- 2003: Gründung der Willi-Sitte-Stiftung für realistische Kunst mit Sitz in Merseburg[10]
- 2007: Bürgerpreis „Der Esel der auf Rosen geht“ der Stadt Halle (Saale)
- 2008: Ehrenbürgerschaft der Stadt Montecchio Maggiore (Italien), für seine Verdienste während des Zweiten Weltkrieges in Montecchio Maggiore, wo er sich nach seiner Desertion aus der Wehrmacht den Partisanen anschloss.[11]
- 2008: erneute Verleihung des Kunstpreises der Stadt Halle (Saale)
- 2009: Menschenrechtspreis der Gesellschaft zum Schutz von Bürgerrecht und Menschenwürde (GBM) zusammen mit Heidrun Hegewald und Walter Womacka[12][13]

## Rezeption
- Der Komponist Wolfgang „Paule“ Fuchs schrieb im Jahr 2009 über Bilder von Willi Sitte den Zyklus Gemälde einer Vernissage.

## Werke
Schriftliche Unterlagen von Willi Sitte liegen im Archiv für Bildende Kunst des Germanischen Nationalmuseums.
Sittes Hauptwerke versinnbildlichen menschliche Solidarität (wie „Hochwasserkatastrophe am Po“ von 1953), klagen den Krieg an („Massaker II“, 1959) oder die Zweitklassigkeit „Herr Mittelmaß“ (mitunter auch „Herr Dr. Mittelmaß“), richten sich gegen Imperialismus und Faschismus oder rühmen die Arbeiterklasse. Daneben entwickelten sich erotische Motive wie „Atelier“ und „Einblick“ von 1976, Im Bademantel von 1977 und „Drei Grazien in Vitrine“ von 1982 mit üppigen (meist nackten) Frauen zu seinem Markenzeichen.
Internationale Anerkennung fand Willi Sitte unter anderem 1972 auf der 3. Internationalen Grafikbiennale Florenz, wo er mit der Goldmedaille ausgezeichnet wurde, sowie mit der Teilnahme an der documenta 6 in Kassel 1977.

### Werkstandorte (Auswahl)
- Ludwig Forum für Internationale Kunst, Aachen
- Kunstmuseum Walter, Augsburg
- Deutsches Historisches Museum, Berlin
- Nationalgalerie, Berlin
- Ludwig Museum für Internationale Kunst Budapest und Peking
- Kunstmuseum Dieselkraftwerk Cottbus
- Museum Künstlerkolonie Darmstadt, Darmstadt
- Galerie Neue Meister, Dresden
- Militärhistorisches Museum der Bundeswehr, Dresden
- Museum für aktuelle Kunst – Sammlung Hurrle, Durbach
- Städel Museum, Frankfurt am Main
- Stadtmuseum Gera
- Stiftung Moritzburg – Kunstmuseum des Landes Sachsen-Anhalt, Halle/Saale
- Kunsthalle Hamburg
- Museum Ludwig, Köln
- Museum der bildenden Künste Leipzig
- Willi-Sitte-Galerie, Merseburg
- Sammlung Hasso Plattner, Potsdam
- Kunsthalle Rostock
- Städtisches Museum Suhl
- Klassik Stiftung Weimar
- Museum am Dom, Würzburg

### Buchillustrationen
- Anna Seghers: Aufstand der Fischer von St. Barbara. Mit Zeichnungen und Originallithographien von Willi Sitte, Verlag Faber & Faber, Leipzig 2001.
- Heinrich Peuckmann: Erinnern. Vergessen. Lyrikband mit Grafiken von Willi Sitte. Lychatz-Verlag, Leipzig 2013.